# Hot Rod (film)
Hot Rod är en amerikansk komedi från 2007.

## Handling
Rod Kimble (Andy Samberg) är en mopedstuntman med stora drömmar. Han bor hemma med sin mor, bror och styvfar som inte ger honom den respekt Rod tycker att han förtjänar. När Rods styvfar får problem med hjärtat så blir Rod medveten om att han måste hjälpa honom, för att sedan kunna slå honom. Med hjälp av sina kompisar planerar han det ultimata stunt-hoppet, ett hopp över femton bussar som ska ge honom pengar till en hjärtoperation, sin stora kärleks uppmärksamhet (Isla Fisher) och respekt.

## Skådespelare i urval
- Andy Samberg - Rod Kimble
- Jorma Taccone - Kevin Powell
- Bill Hader - Dave
- Danny McBride - Rico
- Isla Fisher - Denise